# Borek (powiat gołdapski)
Borek – osada w Polsce położona w województwie warmińsko-mazurskim, w powiecie gołdapskim, w gminie Banie Mazurskie, w sołectwie Kierzki.
W latach 1975–1998 miejscowość administracyjnie należała do województwa suwalskiego.